# Гонконг на літніх Олімпійських іграх 2016
Гонконг на літніх Олімпійських іграх 2016 представляли 38 спортсменів у 9 видах спорту. Жодної медалі олімпійці Гонконгу не завоювали.

## Спортсмени
| Вид змагань           | Чоловіки | Жінки | Разом |
| --------------------- | -------- | ----- | ----- |
| Легка атлетика        | 1        | 1     | 2     |
| Бадмінтон             | 3        | 4     | 7     |
| Велоспорт             | 3        | 2     | 5     |
| Фехтування            | 2        | 3     | 5     |
| Гольф                 | 0        | 1     | 1     |
| Академічне веслування | 2        | 2     | 4     |
| Вітрильний спорт      | 1        | 1     | 2     |
| Плавання              | 1        | 6     | 7     |
| Настільний теніс      | 3        | 3     | 6     |
| Разом                 | 16       | 23    | 39    |

## Легка атлетика
Легенда
- Note – для трекових дисциплін місце вказане лише для забігу, в якому взяв участь спортсмен
- Q = пройшов у наступне коло напряму
- q = пройшов у наступне коло за добором (для трекових дисциплін - найшвидші часи серед тих, хто не пройшов напряму; для технічних дисциплін - увійшов до визначеної кількості фіналістів за місцем якщо напряму пройшло менше спортсменів, ніж визначена кількість)
- NR = Національний рекорд
- N/A = Коло відсутнє у цій дисципліні
- Bye = спортсменові не потрібно змагатися у цьому колі

Трекові і шосейні дисципліни
| Спортсмен  | Дисципліна               | Фінал     | Фінал |
| Спортсмен  | Дисципліна               | Результат | Місце |
| ---------- | ------------------------ | --------- | ----- |
| Ю Кіт Цзін | марафонський біг (жінки) | 2:36:11   | 39    |

Технічні дисципліни
| Спортсмен    | Дисципліна                   | Кваліфікація       | Кваліфікація | Фінал              | Фінал           |
| Спортсмен    | Дисципліна                   | Результат у метрах | Місце        | Результат у метрах | Місце           |
| ------------ | ---------------------------- | ------------------ | ------------ | ------------------ | --------------- |
| Чань Мін Тай | стрибки в довжину (чоловіки) | 7.79               | 17           | Завершив виступ    | Завершив виступ |

## Бадмінтон
Чоловіки
| Спортсмен | Дисципліна       | Груповий етап                  | Груповий етап                  | Груповий етап | Вибування                        | Чвертьфінал        | Півфінал           | Фінал / БМ         | Фінал / БМ      |
| Спортсмен | Дисципліна       | Суперник Результат             | Суперник Результат             | Місце         | Суперник Результат               | Суперник Результат | Суперник Результат | Суперник Результат | Місце           |
| --------- | ---------------- | ------------------------------ | ------------------------------ | ------------- | -------------------------------- | ------------------ | ------------------ | ------------------ | --------------- |
| Ху Юнь    | одиночний розряд | Абіан (ESP) W (21–18, 21–19)   | Юй Ун (BRU) W (21–16, 21–15)   | 1 Q           | Чжоу Д-ч (TPE) 0L (10–21, 13–21) | Завершив виступ    | Завершив виступ    | Завершив виступ    | Завершив виступ |
| Ин Калун  | одиночний розряд | Мартінш (POR) W (21–17, 21–18) | Джуффре (CAN) W (21–11, 21–14) | 1 Q           | Сон В-Х (KOR) 0L (21–23, 17–21)  | Завершив виступ    | Завершив виступ    | Завершив виступ    | Завершив виступ |

Жінки
| Спортсменка           | Дисципліна       | Груповий етап                           | Груповий етап                              | Груповий етап                            | Груповий етап | Вибування           | Чвертьфінал         | Півфінал            | Фінал / БМ          | Фінал / БМ       |
| Спортсменка           | Дисципліна       | Суперниця Результат                     | Суперниця Результат                        | Суперниця Результат                      | Місце         | Суперниця Результат | Суперниця Результат | Суперниця Результат | Суперниця Результат | Місце            |
| --------------------- | ---------------- | --------------------------------------- | ------------------------------------------ | ---------------------------------------- | ------------- | ------------------- | ------------------- | ------------------- | ------------------- | ---------------- |
| Іп Пуї Інь            | одиночний розряд | Інтанон (THA) L (18–21, 12–21)          | Толмофф (EST) L (21–5, 13–21, 19–21)       | Н/Д                                      | 3             | Завершила виступ    | Завершила виступ    | Завершила виступ    | Завершила виступ    | Завершила виступ |
| Пун Лук Янь Се Ін Сют | парний розряд    | Махесварі / Полії (INA) L (9–21, 11–21) | Олвер / Сміт (GBR) L (17–21, 21–18, 16–21) | Ху К М / Вень К В (MAS) L (15–21, 13–21) | 4             | Н/Д                 | Завершила виступ    | Завершила виступ    | Завершила виступ    | Завершила виступ |

Змішаний
| Спортсмен             | Дисципліна    | Груповий етап                          | Груповий етап                                   | Груповий етап                         | Груповий етап | Чвертьфінал        | Півфінал           | Фінал / БМ         | Фінал / БМ       |
| Спортсмен             | Дисципліна    | Суперник Результат                     | Суперник Результат                              | Суперник Результат                    | Місце         | Суперник Результат | Суперник Результат | Суперник Результат | Місце            |
| --------------------- | ------------- | -------------------------------------- | ----------------------------------------------- | ------------------------------------- | ------------- | ------------------ | ------------------ | ------------------ | ---------------- |
| Лі Чун Хей Чау Хой Ва | парний розряд | Чжан Н / Чжао Ю (CHN) L (16–21, 15–21) | Джордан / Сусанто (INA) L (12–21, 21–19, 15–21) | Фухс / Міхельс (GER) W (21–17, 21–14) | 3             | Завершили виступ   | Завершили виступ   | Завершили виступ   | Завершили виступ |

## Велоспорт

### Шосе
| Спортсмен   | Дисципліна                       | Час          | Місце        |
| ----------- | -------------------------------- | ------------ | ------------ |
| Чен Кін Лок | Групова шосейна гонка (чоловіки) | Не фінішував | Не фінішував |

### Трек
Спринт
| Спортсмен | Дисципліна     | Кваліфікація           | Кваліфікація | Раунд 1                         | Втішний поєдинок 1              | Раунд 2                         | Втішний поєдинок 2              | Чвертьфінали                    | Півфінали                       | Фінал                                                                   | Фінал |
| Спортсмен | Дисципліна     | Час Швидкість (км/год) | Місце        | Суперник Час Швидкість (км/год) | Суперник Час Швидкість (км/год) | Суперник Час Швидкість (км/год) | Суперник Час Швидкість (км/год) | Суперник Час Швидкість (км/год) | Суперник Час Швидкість (км/год) | Суперник Час Швидкість (км/год)                                         | Місце |
| --------- | -------------- | ---------------------- | ------------ | ------------------------------- | ------------------------------- | ------------------------------- | ------------------------------- | ------------------------------- | ------------------------------- | ----------------------------------------------------------------------- | ----- |
| Лі Хвейші | спринт (жінки) | 10.800 66.666          | 3 Q          | Куефф (FRA) W 11.355 63.408     | Bye                             | Мірс (AUS) W 11.551 62.332      | Bye                             | Фоґель (GER) L, L               | Завершила виступ                | поєдинок за 5-те місце Zhong Ts (CHN) Krupeckaitė (LTU) Войнова (RUS) L | 6     |

Кейрін
| Спортсмен | Дисципліна     | Перший раунд | Втішний поєдинок | Другий раунд | Фінал |
| Спортсмен | Дисципліна     | Місце        | Місце            | Місце        | Місце |
| --------- | -------------- | ------------ | ---------------- | ------------ | ----- |
| Лі Хвейші | кейрін (жінки) | 1 Q          | Bye              | DNF          | 7     |

Омніум
| Спортсмен      | Дисципліна        | Скретч | Скретч | Індивідуальна гонка переслідування | Індивідуальна гонка переслідування | Індивідуальна гонка переслідування | Гонка на вибування | Гонка на вибування | Гіт з місця на 1 км | Гіт з місця на 1 км | Гіт з місця на 1 км | Гіт з ходу на 250 м | Гіт з ходу на 250 м | Гіт з ходу на 250 м | Гонка за очками | Гонка за очками | Загалом очок | Місце |
| Спортсмен      | Дисципліна        | Місце  | Очки   | Час                                | Місце                              | Очки                               | Місце              | Очки               | Час                 | Місце               | Очки                | Час                 | Місце               | Очки                | Очки            | Місце           | Загалом очок | Місце |
| -------------- | ----------------- | ------ | ------ | ---------------------------------- | ---------------------------------- | ---------------------------------- | ------------------ | ------------------ | ------------------- | ------------------- | ------------------- | ------------------- | ------------------- | ------------------- | --------------- | --------------- | ------------ | ----- |
| Лян Чуньвін    | омніум (чоловіки) | 16     | 20     | 4:29.162                           | 13                                 | 16                                 | 13                 | 16                 | 1:03.730            | 8                   | 26                  | 12.265              | 8                   | 26                  | 1               | 11              | 105          | 11    |
| Дяо Сяо Цзюань | омніум (жінки)    | 11     | 20     | 3:44.455                           | 14                                 | 14                                 | 14                 | 14                 | 36.944              | 16                  | 10                  | 14.499              | 11                  | 20                  | 22              | 10              | 100          | 12    |

### Маунтінбайк
| Спортсмен     | Дисципліна             | Час     | Місце |
| ------------- | ---------------------- | ------- | ----- |
| Чань Чунь Хін | маунтінбайк (чоловіки) | 1:44:41 | 32    |

## Фехтування
| Спортсмен  | Дисципліна                      | 1/32 фіналу        | 1/16 фіналу               | 1/8 фіналу             | Чвертьфінал        | Півфінал           | Фінал / БМ         | Фінал / БМ       |
| Спортсмен  | Дисципліна                      | Суперник Результат | Суперник Результат        | Суперник Результат     | Суперник Результат | Суперник Результат | Суперник Результат | Місце            |
| ---------- | ------------------------------- | ------------------ | ------------------------- | ---------------------- | ------------------ | ------------------ | ------------------ | ---------------- |
| Чонг Калун | індивідуальна рапіра (чоловіки) | Bye                | Хе Ч (KOR) W 15–8         | Тольдо (BRA) L 10–15   | Завершив виступ    | Завершив виступ    | Завершив виступ    | Завершив виступ  |
| Вівіан Кун | індивідуальна шпага (жінки)     | Bye                | Шутова (RUS) W 15–10      | Ф'ямінго (ITA) L 11–15 | Завершила виступ   | Завершила виступ   | Завершила виступ   | Завершила виступ |
| Лін По Хин | індивідуальна рапіра (жінки)    | Bye                | ді Франциска (ITA) L 8–15 | Завершила виступ       | Завершила виступ   | Завершила виступ   | Завершила виступ   | Завершила виступ |

## Гольф
| Спортсменка | Дисципліна | Раунд 1   | Раунд 2   | Раунд 3   | Раунд 4   | Загалом   | Загалом | Загалом |
| Спортсменка | Дисципліна | Результат | Результат | Результат | Результат | Результат | Пар     | Місце   |
| ----------- | ---------- | --------- | --------- | --------- | --------- | --------- | ------- | ------- |
| Тіффані Чан | жінки      | 71        | 75        | 73        | 69        | 288       | +4      | 37      |

## Академічне веслування
| Спортсмен                | Дисципліна                          | Заїзди  | Заїзди | Втішний заплив | Втішний заплив | Півфінали | Півфінали | Фінал   | Фінал |
| Спортсмен                | Дисципліна                          | Час     | Місце  | Час            | Місце          | Час       | Місце     | Час     | Місце |
| ------------------------ | ----------------------------------- | ------- | ------ | -------------- | -------------- | --------- | --------- | ------- | ----- |
| Цзю Хіньчжунь Тан Цзюман | Парні двійки, легка вага (чоловіки) | 6:45.05 | 5 R    | 7:22.05        | 6 SC/D         | 7:33.47   | 4 FD      | 6:57.95 | 19    |
| Лі Ка Ман Лі Єн Їнь      | Парні двійки, легка вага (жінки)    | 7:29.87 | 5 R    | 8:20.96        | 6 SC/D         | 8:14.17   | 2 FC      | 7:46.85 | 16    |

Пояснення до кваліфікації: FA=Фінал A (за медалі); FB=Фінал B (не за медалі); FC=Фінал C (не за медалі); FD=Фінал D (не за медалі); FE=Фінал E (не за медалі); FF=Фінал F (не за медалі); SA/B=Півфінали A/B; SC/D=Півфінали C/D; SE/F=Півфінали E/F; QF=Чвертьфінали; R=Потрапив у втішний заплив

## Вітрильний спорт
| Спортсмен  | Дисципліна      | Заплив | Заплив | Заплив | Заплив | Заплив | Заплив | Заплив | Заплив | Заплив | Заплив | Заплив | Заплив | Заплив | Очки | Підсумкове місце |
| Спортсмен  | Дисципліна      | 1      | 2      | 3      | 4      | 5      | 6      | 7      | 8      | 9      | 10     | 11     | 12     | M*     | Очки | Підсумкове місце |
| ---------- | --------------- | ------ | ------ | ------ | ------ | ------ | ------ | ------ | ------ | ------ | ------ | ------ | ------ | ------ | ---- | ---------------- |
| Майкл Ченґ | RS:X (чоловіки) | 3      | 6      | 11     | 5      | 6      | 16     | 9      | 13     | 13     | 21     | 17     | 26     | 6      | 126  | 8                |
| Соня Ло    | RS:X (жінки)    | 15     | 15     | 15     | 16     | 19     | 22     | 11     | 17     | 17     | 7      | 12     | 13     | EL     | 157  | 17               |

M = Медальний заплив; EL = Вибув – не потрапив до медального запливу

## Плавання
Чоловіки
| Спортсмен  | Дисципліна          | Попередній заплив | Попередній заплив | Півфінал        | Півфінал        | Фінал           | Фінал           |
| Спортсмен  | Дисципліна          | Час               | Місце             | Час             | Місце           | Час             | Місце           |
| ---------- | ------------------- | ----------------- | ----------------- | --------------- | --------------- | --------------- | --------------- |
| Джоффрі Се | 50 м вільним стилем | 22.46             | 32                | Завершив виступ | Завершив виступ | Завершив виступ | Завершив виступ |

Жінки
| Спортсменка                                      | Дисципліна                    | Попередній заплив | Попередній заплив | Півфінал         | Півфінал         | Фінал            | Фінал            |
| Спортсменка                                      | Дисципліна                    | Час               | Місце             | Час              | Місце            | Час              | Місце            |
| ------------------------------------------------ | ----------------------------- | ----------------- | ----------------- | ---------------- | ---------------- | ---------------- | ---------------- |
| Камілла Чен                                      | 50 м вільним стилем           | 25.92             | 44                | Завершила виступ | Завершила виступ | Завершила виступ | Завершила виступ |
| Камілла Чен                                      | 100 м вільним стилем          | 54.92             | 24                | Завершила виступ | Завершила виступ | Завершила виступ | Завершила виступ |
| Камілла Чен                                      | 200 м вільним стилем          | 1:59.71           | 29                | Завершила виступ | Завершила виступ | Завершила виступ | Завершила виступ |
| Шівон Хогі                                       | 200 м вільним стилем          | 1:56.91           | 9 Q               | 1:57.56          | 13               | Завершила виступ | Завершила виступ |
| Шівон Хогі                                       | 200 м комплексом              | DNS               | DNS               | Завершила виступ | Завершила виступ | Завершила виступ | Завершила виступ |
| Кун Іветт Маньї                                  | 100 м брасом                  | 1:09.56           | 32                | Завершила виступ | Завершила виступ | Завершила виступ | Завершила виступ |
| Кун Іветт Маньї                                  | 200 м брасом                  | DNS               | DNS               | Завершила виступ | Завершила виступ | Завершила виступ | Завершила виступ |
| Клаудія Лау                                      | 100 м на спині                | 1:01.27           | 19                | Завершила виступ | Завершила виступ | Завершила виступ | Завершила виступ |
| Клаудія Лау                                      | 200 м на спині                | 2:10.94           | 18                | Завершила виступ | Завершила виступ | Завершила виступ | Завершила виступ |
| Стефані Ау Камілла Чен Кун Іветт Маньї Си Хан'юй | Естафета 4 × 100 м комплексом | 4:03.85           | 14                | Н/Д              | Н/Д              | Завершила виступ | Завершила виступ |

## Настільний теніс
Чоловіки
| Спортсмен                        | Дисципліна       | Попередній раунд   | Раунд 1            | Раунд 2            | Раунд 3                | 1/8 фіналу            | Чвертьфінали       | Півфінали          | Фінал / БМ         | Фінал / БМ      |
| Спортсмен                        | Дисципліна       | Суперник Результат | Суперник Результат | Суперник Результат | Суперник Результат     | Суперник Результат    | Суперник Результат | Суперник Результат | Суперник Результат | Місце           |
| -------------------------------- | ---------------- | ------------------ | ------------------ | ------------------ | ---------------------- | --------------------- | ------------------ | ------------------ | ------------------ | --------------- |
| Дан Бен                          | Одиночний розряд | Bye                | Bye                | Bye                | Кальдерано (BRA) L 2–4 | Завершив виступ       | Завершив виступ    | Завершив виступ    | Завершив виступ    | Завершив виступ |
| Вун Чжун Дін                     | Одиночний розряд | Bye                | Bye                | Bye                | Ванґ (CAN) W 4–0       | Ніва (JPN) L 3–4      | Завершив виступ    | Завершив виступ    | Завершив виступ    | Завершив виступ |
| Хо Кван Кіт Дан Бен Вун Чжун Дін | Команда          | Н/Д                | Н/Д                | Н/Д                | Н/Д                    | Австралія (AUS) W 3–0 | Японія (JPN) L 1–3 | Завершив виступ    | Завершив виступ    | Завершив виступ |

Жінки
| Спортсменка                   | Дисципліна       | Попередній раунд    | Раунд 1             | Раунд 2             | Раунд 3             | 1/8 фіналу                    | Чвертьфінали          | Півфінали           | Фінал / БМ          | Фінал / БМ       |
| Спортсменка                   | Дисципліна       | Суперниця Результат | Суперниця Результат | Суперниця Результат | Суперниця Результат | Суперниця Результат           | Суперниця Результат   | Суперниця Результат | Суперниця Результат | Місце            |
| ----------------------------- | ---------------- | ------------------- | ------------------- | ------------------- | ------------------- | ----------------------------- | --------------------- | ------------------- | ------------------- | ---------------- |
| Ду Хой Кем                    | одиночний розряд | Bye                 | Bye                 | Bye                 | Пота (HUN) W 4–2    | Дін Н (CHN) L 0–4             | Завершила виступ      | Завершила виступ    | Завершила виступ    | Завершила виступ |
| Лі Хо Цзин                    | одиночний розряд | Bye                 | Bye                 | Bye                 | Біленко (UKR) W 4–1 | Лі Сс (CHN) L 0–4             | Завершила виступ      | Завершила виступ    | Завершила виступ    | Завершила виступ |
| Ду Хой Кем Лі Хо Цзин Дє Я На | Команда          | Н/Д                 | Н/Д                 | Н/Д                 | Н/Д                 | Китайський Тайбей (TPE) W 3–1 | Німеччина (GER) L 1–3 | Завершила виступ    | Завершила виступ    | Завершила виступ |